# Aleksandar Sanin
Aleksandar Akimovič Sanin, (ruski: Александр Акимович Санин; Berdičev, Rusko Carstvo, 3. travnja 1869. – Rim, Italija, 8. svibnja 1956.), ruski je filmski redatelj.

## Filmovi
- Polikuška (1922.)[1][2]

## Vanjske poveznice
- Alexandar Sanin na kino-teatr.ru